# Hiện đại Hán ngữ phương ngôn đại từ điển

Nhóm phương ngữ Trung Quốc

Hiện đại Hán ngữ phương ngôn đại từ điển (tiếng Trung: 現代漢語方言大詞典; bính âm: Xiàndài Hànyǔ fāngyán dà cídiǎn, tạm dịch: Đại từ điển các phương ngữ tiếng Trung Quốc hiện đại) là tập hợp các từ điển 42 phương ngữ tiếng Trung Quốc địa phương theo một định dạng chung. Mỗi từ điển đều bao gồm một phương ngữ riêng biệt trong các nhóm phương ngữ được xác định trong Trung Quốc ngữ ngôn địa đồ tập:
- Quan thoại
  - Quan thoại Đông Bắc: phương ngữ Cáp Nhĩ Tân
  - Kí Lỗ: phương ngữ Tế Nam
  - Giao Liêu: phương ngữ Mưu Bình
  - Trung Nguyên: phương ngữ Lạc Dương, phương ngữ Vạn Vinh, phương ngữ Tây An, phương ngữ Tây Ninh, phương ngữ Từ Châu
  - Lan Ngân: phương ngữ Urumqi, phương ngữ Ngân Xuyên
  - Quan thoại Tây Nam: phương ngữ Thành Đô, phương ngữ Quý Dương, phương ngữ Liễu Châu, phương ngữ Vũ Hán
  - Hạ Giang: phương ngữ Nam Kinh, phương ngữ Dương Châu
- Tấn: phương ngữ Thái Nguyên, phương ngữ Hãn Châu
- Ngô: phương ngữ Sùng Minh, phương ngữ Đan Dương, phương ngữ Hàng Châu, phương ngữ Kim Hòa, phương ngữ Ninh Ba, phương ngữ Thượng Hải, phương ngữ Tô Châu, phương ngữ Ôn Châu
- Huy: phương ngữ Tích Khê
- Cám: phương ngữ Lê Xuyên, phương ngữ Nam Xương, phương ngữ Bình Hương
- Tương: phương ngữ Trường Sa, phương ngữ Lâu Để
- Mân: phương ngữ Phú Châu, phương ngữ Hải Khẩu, phương ngữ Kiến Âu, phương ngữ Lôi Châu, phương ngữ Hạ Môn
- Quảng Đông: phương ngữ Đông Quản, phương ngữ Quảng Châu
- Khách Gia: phương ngữ Mai Huyện, phương ngữ Vu Đô
- Bình: phương ngữ Nam Ninh

Mỗi từ điển đều được các chuyên gia về phương ngữ biên soạn và mở đầu bằng phần giới thiệu về đặc điểm của phương ngữ. Phần chính của mỗi từ điển có từ 7.000 đến 10.000 mục.